# Landtagswahlkreis Solingen I
Der Landtagswahlkreis Solingen I (Organisationsziffer 35) ist einer von derzeit 128 Wahlkreisen in Nordrhein-Westfalen, die jeweils einen mit der einfachen Mehrheit direkt gewählten Abgeordneten in den Landtag entsenden.
Zum Wahlkreis 35 (bis zur Landtagswahl 2022 Wahlkreis 34) Solingen I gehört die kreisfreie Großstadt Solingen mit Ausnahme des Stadtbezirks Gräfrath und einem Teil von Solingen-Mitte, diese gehören zum Landtagswahlkreis Wuppertal III – Solingen II.
Diese Einteilung besteht seit 2005. Zuvor hatte Solingen zwei Wahlkreise. Von 1980 bis 1995 umfasste Solingen I Mitte und Burg/Höhscheid, Solingen II umfasste Gräfrath, Ohligs/Aufderhöhe/Merscheid und Wald. 2000 wurden die Wahlkreise neu abgegrenzt: Der Wahlkreis Solingen I – Wuppertal IV umfasste die Stadtbezirke Wald, von Ohligs/Aufderhöhe/Merscheid den Stadtteil Ohligs sowie Gräfrath bis auf einen Kommunalwahlbezirk und von Wuppertal die Stadtbezirke Vohwinkel und einen Teil von Elberfeld-West. Solingen II umfasste dadurch die Stadtbezirke Mitte und Burg/Höhscheid sowie von Ohligs/Aufderhöhe/Merscheid den Stadtteil Aufderhöhe und einen Kommunalwahlbezirk Gräfraths.

## Landtagswahl 2022
| Landtagswahl 2022(Zweitstimmen in %) %403020100 33,827,018,86,35,42,11,51,11,03,0 CDUSPDGrüneFDPAfDLinkePARTEIBasisTierschutzSonst.Gewinne und Verlusteim Vergleich zu 2012 %p 14 12 10 8 6 4 2 0 −2 −4 −6 −8+2,8−2,6+12,6−7,7−2,7−3,6+0,9+1,1+1,0−1,8CDUSPDGrüneFDPAfDLinkePARTEIBasisTierschutzSonst. |

| Direktkandidat      | Erststimmen in % | Partei               | Zweitstimmen in % |
| ------------------- | ---------------- | -------------------- | ----------------- |
| Sebastian Haug      | 36,6             | CDU                  | 33,8              |
| Marina Dobbert      | 29,2             | SPD                  | 27,0              |
| Silvia Vaeckenstedt | 18,0             | GRÜNE                | 18,8              |
| Nina Brattig        | 5,5              | FDP                  | 6,3               |
| Frederick Kühne     | 5,5              | AfD                  | 5,4               |
| –                   | –                | LINKE                | 2,1               |
| Max Mothes          | 2,5              | PARTEI               | 1,5               |
| Volker Dörner       | 1,6              | Basis                | 1,1               |
| –                   | –                | Tierschutzpartei     | 1,0               |
| Joachim Wendel      | 0,8              | Volt                 | 0,6               |
| –                   | –                | Freie Wähler         | 0,6               |
| –                   | –                | Piraten              | 0,3               |
| –                   | –                | Familie              | 0,2               |
| –                   | –                | Todenhöfer           | 0,2               |
| –                   | –                | Humanisten           | 0,1               |
| –                   | –                | ÖDP                  | 0,1               |
| –                   | –                | Gesundheitsforschung | 0,1               |
| Christoph Gärtner   | 0,4              | MLPD                 | 0,1               |
| –                   | –                | PdF                  | 0,1               |
| –                   | –                | BIG                  | 0,1               |
| –                   | –                | LIEBE                | 0,1               |
| –                   | –                | Volksabstimmung      | 0,1               |
| –                   | –                | LfK                  | 0,1               |
| –                   | –                | DSP                  | 0,1               |
| –                   | –                | Die Urbane.          | 0,1               |
| –                   | –                | ZENTRUM              | 0,1               |
| –                   | –                | neo                  | 0,0               |
| –                   | –                | Violetten            | 0,0               |
| –                   | –                | DKP                  | 0,0               |

## Landtagswahl 2017
Wahlberechtigt zur Landtagswahl 2017 waren 86.919 Einwohner des Wahlkreises. Die Wahlbeteiligung lag bei 62,3 %.
| Landtagswahl 2017(Zweitstimmen in %) %403020100 31,029,614,08,16,25,71,24,2 CDUSPDFDPAfDGrüneLinkePiratenSonst.Gewinne und Verlusteim Vergleich zu 2012 %p 10 8 6 4 2 0 −2 −4 −6 −8−10+7,5−7,5+3,8+8,1−5,4+3,1−8,6−1,0CDUSPDFDPAfDGrüneLinkePiratenSonst. |

| Direktkandidat      | Erststimmen in % | Partei  | Zweitstimmen in % |
| ------------------- | ---------------- | ------- | ----------------- |
| Arne Moritz         | 37,4             | CDU     | 31,0              |
| Marina Dobbert      | 31,6             | SPD     | 29,6              |
| Horst Janke         | 9,4              | FDP     | 14,0              |
| Verena Wester       | 6,7              | AfD     | 8,1               |
| Sylvia Löhrmann     | 6,7              | GRÜNE   | 6,2               |
| Alexandra Mehdi     | 6,2              | LINKE   | 5,7               |
| Diana Maren Lantzen | 2,0              | PIRATEN | 1,2               |
| –                   | –                | Übrige  | 4,2               |

Neben dem Wahlkreiskandidaten Arne Moritz (CDU), der das Mandat nach fünf Jahren von der SPD zurückgewinnen konnte, wurde die Grünen-Kandidatin und bisherige stellvertretende Ministerpräsidentin Sylvia Löhrmann als Spitzenkandidatin ihrer Partei über die Landesliste gewählt. Sie legte ihr Mandat jedoch zum 14. Juli 2017 nieder. Marina Dobbert rückte am 1. Juni 2021 über die Landesliste in den Landtag nach.

## Landtagswahl 2012
Wahlberechtigt zur Landtagswahl 2012 waren 99.927 Einwohner des Wahlkreises. Die Wahlbeteiligung lag bei 58,3 %.
| Direktkandidat          | Erststimmen in % | Partei  | Zweitstimmen in % |
| ----------------------- | ---------------- | ------- | ----------------- |
| Iris Preuß-Buchholz     | 38,9             | SPD     | 37,4              |
| Arne Moritz             | 30,8             | CDU     | 23,2              |
| Sylvia Löhrmann         | 12,6             | GRÜNE   | 11,7              |
| Gisela Thoms            | 5,0              | FDP     | 10,2              |
| Jan Ulrich Hasecke      | 9,5              | PIRATEN | 9,7               |
| Karin Seilheimer-Sersal | 2,4              | LINKE   | 2,6               |

## Landtagswahl 2010
Wahlberechtigt zur Landtagswahl 2010 waren 100.369 Einwohner des Wahlkreises. Die Wahlbeteiligung lag bei 57,8 %.
| Direktkandidat      | Erststimmen in % | Partei   | Zweitstimmen in % |
| ------------------- | ---------------- | -------- | ----------------- |
| Iris Preuß-Buchholz | 35,7             | SPD      | 32,2              |
| Arne Moritz         | 36,2             | CDU      | 31,9              |
| Sylvia Löhrmann     | 11,5             | GRÜNE    | 12,6              |
| Gabriele Reimers    | 5,5              | FDP      | 8,4               |
| Carina Ossendorf    | 6,1              | LINKE    | 6,8               |
| Tobias Nass         | 3,2              | pro NRW  | 3,1               |
| Jürgen Stork        | 1,8              | PIRATEN  | 1,8               |
| -                   | -                | Sonstige | 3,2               |

## Landtagswahl 2005
Wahlberechtigt zur Landtagswahl 2005 waren 100.670 Einwohner des Wahlkreises.
Die Wahlbeteiligung lag bei 61,2 %.
Bei der Landtagswahl in Nordrhein-Westfalen 2005 am 22. Mai 2005 erreichten die im Wahlkreis angetretenen Parteien folgende Prozentzahlen der abgegebenen gültigen Stimmen:
CDU 43,8, SPD 34,5, FDP 8,7, Grüne 6,1, WASG 2,8, PDS 1,1, REP 1,1, NPD 1,1, PBC 0,5, ödp 0,3.
Direkt gewählter Abgeordneter des Wahlkreises Solingen I war 2005 Horst Westkämper (CDU).
| Direktkandidat 2005 | Partei | 2005 Stimmen in % | 2000 Stimmen in % |
| ------------------- | ------ | ----------------- | ----------------- |
| Iris Preuß-Buchholz | SPD    | 34,5              | 41,6              |
| Horst Westkämper    | CDU    | 43,8              | 35,3              |
| Stefan Pistor       | FDP    | 8,7               | 12,8              |
| Sylvia Löhrmann     | GRÜNE  | 6,0               | 6,5               |
| Hanspeter Häring    | REP    | 1,1               | 1,5               |
| Felix Wiese         | PDS    | 1,1               | 1,3               |
| Klaus Günter Bäcker | PBC    | 0,5               | -                 |
| Annika Gödde        | ödp    | 0,3               | -                 |
| Dieter Keller       | WASG   | 2,8               | -                 |

## Geschichte
| Wahl | Wahlkreisname | Gebiet   | Wahlkreissieger           |
| ---- | ------------- | -------- | ------------------------- |
| 2022 | 35 Solingen I | Solingen | Sebastian Haug (CDU)      |
| 2017 | 34 Solingen I | Solingen | Arne Moritz (CDU)         |
| 2012 | 34 Solingen I | Solingen | Iris Preuß-Buchholz (SPD) |
| 2010 | 34 Solingen I | Solingen | Arne Moritz (CDU)         |
| 2005 | 34 Solingen I | Solingen | Horst Westkämper (CDU)    |